# Out of Africa
Out of Africa és una pel·lícula estatunidenca de Sydney Pollack, estrenada el 1985, adaptació de La granja africana, una novel·la autobiografia de Karen Blixen.

## Argument
Karen Blixen (Meryl Streep), una jove aristòcrata danesa, va a Kenya –en aquell temps, colònia britànica– per casar-se amb el germà de l'amant que no l'ha volgut a ella. No triga a sentir un amor profund per l'Àfrica, mentre que Europa entra en la Primera Guerra mundial. S'acarnissa a fer créixer cafès sobre les terres nues i desolades de la seva granja, amb l'esperança de protegir la tribu africana que hi viu. Abandonada pel seu voluble marit, Karen s'apassiona violentament per un caçador, Denys (Robert Redford), tan lliure i feréstec com les feres que persegueix.

## Repartiment
Els actors que han participat en aquesta pel·lícula són els següents:
- Meryl Streep: Karen Christence Dinesen Blixen
- Robert Redford: Denys George Finch Hatton
- Klaus Maria Brandauer: Baró Bror Blixen
- Michael Kitchen: Berkeley Cole
- Joseph Thiaka: Kamante
- Michael Gough: Lord Delamere
- Suzanna Hamilton: Felicity
- Rachel Kempson: Lady Belfield
- Graham Crowden: Lord Belfield
- Leslie Phillips: Sir Joseph
- Malick Bowens: Farah
- Stephen Kinyanjui: Kinanjui
- Mike Bugara: Juma
- Shane Rimmer: Belknap, amo de la granja
- Job Seda: Kanuthia

## Al voltant de la pel·lícula
- El títol de la pel·lícula prové dels escrits de l'historiador romà Plini el Vell Ex Africa semper aliquid novi (traduït a l'anglès per Out of Africa always something new, que en català seria «Sempre hi ha alguna cosa nova procedent de l'Àfrica»).
- El rodatge es va desenvolupar a Anglaterra i Kenya.
- No va ser la primera vegada que Robert Redford rodava sota la direcció de Sydney Pollack. Els dos homes ja havien col·laborat a This Property Is Condemned (1966), Jeremiah Johnson (1972), The Way We Were (1973), Els tres dies del Còndor (1975), The Electric Horsemen (1979) i, més recentment, Havana (1990).
- Encara que el rodatge hagués tingut lloc a l'Àfrica, la producció va haver de fer venir lleons des de Califòrnia, ja que el govern kenyà va prohibir la utilització d'animals salvatges en una pel·lícula.
- Escrit en un principi per a Greta Garbo, el paper va ser finalment confiat, un grapat d'anys més tard, a Meryl Streep.

## Premis
Alguns dels premis que Out of Africa ha rebut són:
- Oscar a la millor pel·lícula (Sydney Pollack)[5]
- Oscar a la millor direcció (Sydney Pollack)[5]
- Oscar al millor guió adaptat (Kurt Luedtke)[5]
- Oscar a la millor fotografia (David Watkin)[5]
- Oscar a la millor direcció artística (Josie MacAvin)[5]
- Oscar a la millor banda sonora (John Barry)[5]
- Oscar al millor so (Chris Jenkins, Gary Alexander, Larry Stensvold, Peter Handford)[5]
- Globus d'Or a la millor pel·lícula dramàtica
- Globus d'Or a la millor banda sonora original
- Globus d'Or al millor actor secundari per Klaus Maria Brandauer.
- Premi David di Donatello a la millor pel·lícula estrangera i millor actriu estrangera (Meryl Streep).

- BAFTA al millor guió adaptat
- BAFTA a la millor fotografia
- BAFTA al millor so

## Nominacions
- Premi César a la millor pel·lícula estrangera de 1987[6]